# Tahra-Bey
Tahra-Bey, né vers 1900 et mort à une date inconnue, de son véritable nom Krikor Kalfayan, est un homme de spectacle, prestidigitateur d'origine arménienne se présentant comme fakir égyptien, célèbre dans les années 1920-1930.

## Biographie
Élevé à Constantinople par des parents arméniens, il est un cousin de la mère de Charles Aznavour. Selon ses dires, il aurait étudié la médecine à Constantinople et serait, jeune adulte, parti à Athènes fonder une clinique.
Il se produisait en France en tant que fakir aux pouvoirs exceptionnels : capacité à tomber dans un coma cataleptique et à en ressortir, capacité à survivre dans un lieu dépourvu d'oxygène, insensibilité à la douleur...
Célèbre à partir du milieu des années 20 , il se présente comme scientifique et fakir égyptien et non comme illusionniste. Il se dit diplômé de médecine orientale et prétend avoir fondé au Caire un institut Chark (on trouve aussi Chavk ) de tahraïsme avec des filiales à Paris, Londres et Rome rassemblant des milliers de membres. Il défend l'idée que ses performances seraient réalisables par toute personne ayant suffisamment de volonté et de maitrise de son subconscient, ce qui ne l'empêche pas de vendre talismans et produits censés apporter bonheur et bien-être et de monnayer ses dons de medium.
Il est très critiqué dans l'ouvrage de Paul Heuzé de 1926, Fakirs, Fumistes et Cie  qui l'accuse de profiter de la crédulité des gens. Le 11 décembre 1928, lors d'une confrontation au Cirque d'Hiver, devant de nombreux spectateurs, Paul Heuzé prouve qu'il est capable de reproduire toutes les performances de Tahra Bey. Lors d'une tournée au Brésil en 1932, une confrontation analogue l'oppose à la Société Brésilienne de Magie. Lors d'une présentation organisée par l'illusionniste  Waldemar, Zati Sungur (comte Richmond) démontre que ses exploits sont reproductibles par des illusionnistes,,.
Excellent prestidigitateur, il se produit en spectacle sur les scènes du monde entier devant des personnalités comme le roi Fouad Ier d'Égypte, le dictateur Mussolini, le président brésilien Getúlio Vargas. Il se vante également d'avoir guéri les insomnies de la reine Mary de Teck, épouse du roi George V, et d'avoir fait des expériences avec Thomas Edison et Guglielmo Marconi. Selon lui, il aurait, en France durant la guerre, échappé de peu à la mort, étant désigné comme otage par l'occupant allemand.
Enfin, 25 ans après sa déchéance parisienne[Laquelle ?], il se produit de nouveau sur les scènes de la capitale française devant un public nombreux. On garde trace de ses prestations au moins jusqu'en 1957.

## Dans la culture
On retrouve Tahra-Bey dans l'album de Tintin Les Sept Boules de cristal d'Hergé sous le nom de « Ragdalam le fakir »,. Le lien entre l'homme et le personnage est fait par les chercheurs tintinologues grâce à une note manuscrite d'Hergé préparatoire à l'écriture de l'aventure et il y est présenté sous le nom comique de « Tara-Bouch Bey ».

On retrouve également Tahra-Bey dans l'album La Vallée des cobras des Aventures de Jo, Zette et Jocko, du même Hergé, sous le nom de « Mahra Bey ».